# Idiostrangalia vittatipennis
Idiostrangalia vittatipennis är en skalbaggsart som först beskrevs av Maurice Pic 1914.  Idiostrangalia vittatipennis ingår i släktet Idiostrangalia och familjen långhorningar.
Artens utbredningsområde är Taiwan. Inga underarter finns listade i Catalogue of Life.